# Columbiana (Ohio)
Columbiana ist eine City im Westen des amerikanischen Bundesstaates Ohio, etwa auf halbem Weg zwischen Cleveland und Pittsburgh gelegen. Das U.S. Census Bureau ermittelte bei der Volkszählung 2020 eine Einwohnerzahl von 6559.
Das Gebiet der Stadt liegt sowohl im County Columbiana als auch im County Mahoning. 
In Columbiana befinden sich eine Reihe denkmalgeschützter Gebäude aus der Zeit der Besiedlung Ohios durch Weiße, die in das National Register of Historic Places (NRHP) aufgenommen wurden, darunter das im 19. Jahrhundert errichtete ehemalige Kreiskrankenhaus (Columbiana County Infirmary) und die Middle Sandy Presbyterian Church, die noch als presbyterische Kirche genutzt wird.

## Geschichte
Columbiana wurde 1805 durch Joshua Dixon unter dem Namen Dixonville gegründet, der den Ort nach seiner Familie benannte. Später wurde Dixonville in Columbiana umbenannt. (Nach Christoph Kolumbus, in englischer Schreibweise Columbus.) Der Ort lag an der Postkutschen-Strecke von Pittsburgh nach Wooster und hatte daher eine Reihe von Gasthöfen und kleinen  Schmieden zur Reparatur.

## Persönlichkeiten
- Harvey Samuel Firestone (1868–1938), Gründer der Firestone Tire & Rubber Company wurde hier geboren.